# Eurovision Song Contest 2014
Der 59. Eurovision Song Contest fand vom 6. bis 10. Mai 2014 in der dänischen Hauptstadt Kopenhagen statt.
Nachdem Lise Cabble, Julia Fabrin Jakobsen und Thomas Stengaard mit dem Lied Only Teardrops am 18. Mai 2013 in der Interpretation von Emmelie de Forest den 58. Eurovision Song Contest in Malmö (Schweden) gewonnen hatten, wurde das Danmarks Radio (DR) mit der Ausrichtung des Eurovision Song Contests beauftragt. Dänemark wurde damit zum dritten Mal Ausrichter der Veranstaltung nach 1964 und 2001.
Den Wettbewerb gewann für Österreich das Lied Rise Like a Phoenix, komponiert vom Autorenteam Alexander „Ali“ Zuckowski, Julian Maas, Joey Patulka und Charlie Mason, vorgetragen von Conchita Wurst. Dies war nach 1966 der zweite Sieg für Österreich und mit 290 Punkten der damals vierthöchste Sieg in der Geschichte des Wettbewerbs.
Conchita Wurst trat als Dragqueen auf. Die Figur und der Auftritt polarisierten stark und führten zu unterschiedlichen Reaktionen. Der Sieg wurde teilweise sehr negativ kommentiert, während andere ihren Sieg als positives Zeichen der Toleranz werteten.
Den zweiten und dritten Platz belegten die Beiträge aus den Niederlanden und Schweden. Montenegro und San Marino konnten zum ersten Mal in der Geschichte des Eurovision Song Contest in ein Finale einziehen.

## Austragungsort
Am 2. September 2013 gaben der gastgebende Sender DR und die EBU bekannt, dass der Eurovision Song Contest 2014 in Kopenhagen stattfinden wird. Die Wahl des Hallenkomplexes auf dem Gelände der ehemaligen B&W-Werft als Veranstaltungsort bot der EBU die Chance, den Eurovision Song Contest mit einer innovativen TV-Show zu modernisieren. Die Insel Refshaleøen, auf der sich das alte Werftgelände befindet, wurde in die Planungen mit einbezogen und sollte als Eurovision Island den Besuchern ein einmaliges Erlebnis bieten. Im Vorfeld zog die Stadt Aalborg ihre Bewerbung zurück, da ihr nicht genügend Hotelzimmer zur Verfügung standen. Am 25. Juni 2013 zog die Stadt Fredericia ihre Bewerbung zurück, da ihr beabsichtigter Austragungsort, die MesseC, nicht den Normen der DR entsprach, nach denen das gesamte Gebäude keine sichtbehindernden Säulen aufweisen durfte und eine Mindesthöhe von 16 Metern haben musste. Am 28. Juni 2013 verkündete der Stadionbetreiber Parken Sport & Entertainment, dass sich das Parken Stadion nicht mehr „im Rennen“ um die Austragung der Veranstaltung befinde. Der eigentliche Nutzer des Stadions, der FC Kopenhagen, nahm die Veranstaltungsstätte für seine Spiele in Anspruch.
| Stadt                            | Austragungsort   | Kapazität                                                                                  | Bemerkungen |
| -------------------------------- | ---------------- | ------------------------------------------------------------------------------------------ | --- |
| Aalborg                          | Gigantium        | 8.500                                                                                      | Austragungsort des dänischen Vorentscheid Dansk Melodi Grand Prix im Jahre 2006, 2010 und 2012. Bewerbung am 17. Juni 2013 zurückgezogen. |
| Fredericia                       | MesseC           | 8.000                                                                                      | Bewerbung am 26. Juni 2013 zurückgezogen.                                                                                                 |
| Herning                          | Jyske Bank Boxen | 15.000                                                                                     | Austragungsort des Dansk Melodi Grand Prix im Januar 2013.                                                                                |
| Horsens                          | Fængslet         | 13.000                                                                                     | – |
| Kopenhagen                       |                  |                                                                                            | |
| Zelt auf dem Gelände vom DR Byen | 10.000–15.000    | –                                                                                          | |
| B&W Hallerne                     | 10.000           | –                                                                                          | |
| Parken                           | 50.000           | Austragungsort des Eurovision Song Contest 2001. Bewerbung am 28. Juni 2013 zurückgezogen. | |

## Format

### Motto
Das offizielle Motto der Veranstaltung lautete #JoinUs. Es war ein Willkommensgruß an die Menschen, die nach Dänemark reisten und dort ein Teil der Veranstaltung wurden. Die Veranstalter wollten es den Besuchern ermöglichen, möglichst nahe bei ihrem Kandidaten zu sein.
Das ergänzende Logo war ein blauer, strahlender Diamant, der symbolisch für die Vielfalt an auftretenden Künstlern steht.

### Nationale Jurys
Die nationalen Jurys entschieden 50 Prozent des Endergebnisses beim Eurovision Song Contest. Dafür trafen sich die Mitglieder eines Landes und sahen gemeinsam die Generalprobe der Shows. Jedes Mitglied erstellte daraufhin, basierend auf Stimme, Komposition und Originalität des Liedes, eine Rangliste aller Beiträge des Abends. Dabei sollte dies jeder unabhängig von den anderen tun. Sobald alle Listen fertiggestellt waren, wurden sie von der EBU überprüft und in Punkte umgerechnet. In den deutschsprachigen Ländern saßen folgende Juroren in der Jury:
| Land    | Mitglieder           | Bekannt als                 |
| ------- | -------------------- | --------------------------- |
| Belgien | Bob Savenberg        | Sänger, Teilnehmer 1991     |
| Belgien | Laura Van den Bruel  | Sängerin, Teilnehmerin 2012 |
| Belgien | Roos van Acker       | Musiker                     |
| Belgien | Yannic Fonderie      | Musikproduzent              |
| Belgien | Wouter Van der Veken | Musikmanager                |

| Land        | Mitglieder         | Bekannt als  |
| ----------- | ------------------ | ------------ |
| Deutschland | Jennifer Weist     | Sängerin     |
| Deutschland | Madeline Juno      | Sängerin     |
| Deutschland | Konrad Sommermeyer | Musikmanager |
| Deutschland | Paul Würdig        | Sänger       |
| Deutschland | Andreas Bourani    | Sänger       |

| Land       | Mitglieder         | Bekannt als                         |
| ---------- | ------------------ | ----------------------------------- |
| Österreich | Stella Jones       | Sängerin, Teilnehmerin 1995         |
| Österreich | Michael Dörfler    | Musikproduzent                      |
| Österreich | Dietmar Lienbacher | Abteilungsleiter Sony Music Austria |
| Österreich | Diana Lueger       | Sängerin                            |
| Österreich | Alexander Kahr     | Musikproduzent                      |

| Land    | Mitglieder        | Bekannt als                              |
| ------- | ----------------- | ---------------------------------------- |
| Schweiz | Marcus Van Lier   | Geschäftsführer Warner Music Switzerland |
| Schweiz | Mélanie Freymond  | Radiomoderation                          |
| Schweiz | Ivan Broggini     | Sänger, Teilnehmer 2012                  |
| Schweiz | Sina              | Sängerin                                 |
| Schweiz | Pascal Vonlanthen | Musiker                                  |

## Neue Regeln für das Juryvoting
Die EBU gab am 20. September 2013 bekannt, dass die Regeln des Juryvotings leicht abgewandelt werden. Nachdem es Gerüchte über gekaufte Stimmen gab, werden ab sofort die Namen der Juroren jedes Landes noch vor dem ersten Halbfinale bekannt gegeben. Ein Juror darf zudem nicht länger als zwei Jahre hintereinander am Juryvoting teilnehmen. Des Weiteren sollen die detaillierten Ergebnisse jedes einzelnen Jurors sowie die zusammengerechneten Ergebnisse der nationalen Jury- und Televotings direkt nach dem Finale verkündet werden.

## Teilnehmer

Länder, die im Jahr 2014
nicht teilnahmen, aber mal teilgenommen hatten
teilnahmen
im Halbfinale ausschieden

### Länder
Nach mehrmaligem Verschieben der Meldefrist auf den 9. Januar 2014 hatten 36 Länder die Teilnahme zugesagt. Für Slowenien gab es eine Sonderregelung, so dass es erst am 17. Januar 2014 endgültig für den Wettbewerb melden konnte. Somit nahmen mit 37 Ländern so wenige wie zuletzt 2006 in Athen teil.
Portugal und Polen nahmen nach einer ein- bzw. zweijährigen Pause wieder am ESC teil. Portugal war damals das Land mit den meisten Teilnahmen, das nie gewonnen oder auch nur die Top fünf erreicht hatte. Bosnien-Herzegowina, Bulgarien, Kroatien, Serbien und Zypern sagten aus finanziellen Gründen ihre Teilnahme ab.
Die Türkei nahm wie im Vorjahr wieder nicht am Wettbewerb teil, da das Land mit dem Status der „Big Five“ und der gleichwertigen Gewichtung der Jury und des Televotings bei der Punktewertung nicht einverstanden ist.
Wie in den letzten Jahren waren die „Big Five“ (Deutschland, Frankreich, Italien, Spanien und das Vereinigte Königreich) sowie Gastgeber Dänemark automatisch für das Finale am 10. Mai 2014 qualifiziert. Die anderen Länder wurden auf zwei Halbfinale verteilt und mussten sich dort für das Finale qualifizieren.

### Wiederkehrende Interpreten
Valentina Monetta ist der vierte Interpret in der Geschichte, der dreimal hintereinander am Eurovision Song Contest teilnahm. In der Vergangenheit haben Lys Assia und Corry Brokken am Eurovision Song Contest 1956, 1957 und 1958 teilgenommen, sowie Udo Jürgens 1964, 1965 und 1966, wobei jeder dieser drei Interpreten mindestens einmal den Wettbewerb gewann. Beim schwedischen Vorentscheid trat Helena Paparizou mit ihrem Song Survivor auf und schaffte es bis ins Finale. 2005 gewann sie für Griechenland den Eurovision Song Contest. Die russischen Tolmatschowa-Schwestern gewannen bereits 2006 den Junior Eurovision Song Contest und sind nach der serbischen Sängerin Nevena Božović (Gruppe Moje 3, Serbien 2013) die zweiten Teilnehmer, die an beiden Wettbewerben teilgenommen haben. Mit Paula Seling und Ovi nahmen die Drittplatzierten von 2010 erneut teil.
| Land       | Interpret                                 | Vorherige(s) Teilnahmejahr(e)                                            |
| ---------- | ----------------------------------------- | ------------------------------------------------------------------------ |
| Irland     | Donna Bissett (als Mitglied von Can-Linn) | Begleitung: 2005                                                         |
| Litauen    | Šarūnas Kirdeikis (Begleitung)            | 2010 (als Mitglied von InCulto)                                          |
| Mazedonien | Tamara (Begleitung)                       | 2008 (zusammen mit Vrčak & Adrian)                                       |
| Mazedonien | Tamara (Begleitung)                       | Begleitung: 2004                                                         |
| Montenegro | Martina Majerle (Begleitung)              | 2009 für Slowenien (zusammen mit Quartissimo als Martina)                |
| Montenegro | Martina Majerle (Begleitung)              | Begleitung: 2008 • 2003 für Kroatien • 2007, 2011 und 2012 für Slowenien |
| Rumänien   | Paula Seling & Ovi                        | 2010                                                                     |
| San Marino | Valentina Monetta                         | 2012 • 2013                                                              |

## Nationale Vorentscheidungen

### Belgien
Die Sendung Eurosong 2014 fand am 16. März im Sports Palace in Antwerpen statt. Moderiert wurde das Finale von Peter Van de Veire und Eva Daeleman. Vor dem Finale fanden bereits drei Halbfinale statt. Der spätere Sieger Axel Hirsoux mit seinem Lied Mother wurde zu 50 % vom Televoting und zu 50 % von einer siebenköpfigen internationalen Jury bestimmt.

### Deutschland
Die Sendung Unser Song für Dänemark fand am 13. März 2014 um 20:30 Uhr in der Lanxess-Arena in Köln statt. Sie wurde im Ersten übertragen. Die Band Elaiza, die sich im Clubkonzert die Wildcard gesichert hatte, gewann die Vorentscheidung und wurde somit der deutsche Beitrag in Kopenhagen.

### Österreich
Nachdem sich die österreichische Jury dafür entschieden hat, intern einen Interpreten auszusuchen, der 2014 das Land in Kopenhagen vertreten soll, wählte der ORF den Sänger und Travestiekünstler Tom Neuwirth alias Conchita Wurst aus. Wurst hatte bereits 2012 vor, das Land in Baku zu vertreten, unterlag in der Entscheidungsshow aber knapp dem Duo Trackshittaz. Am 7. Oktober gab der ORF bekannt, dass auch der Song intern ausgesucht wird. Rise Like a Phoenix wurde am 18. März vorgestellt.

### Schweiz
Am 1. Februar 2014 fand in der Bodensee-Arena in Kreuzlingen unter dem Titel „Die Grosse Entscheidungsshow“ das Finale des schweizerischen Vorentscheids statt. Um in dieses Finale zu gelangen, musste sich jeder Kandidat in der ersten Phase einem Onlinevoting stellen, in dem die eingesendeten Beiträge von den Zuschauern des SRF per Abstimmung bewerten wurden. Im zweiten Schritt wurden die qualifizierten Teilnehmer von einer Fachjury bewertet, so dass jeder Sender der Schweiz mindestens einen Vertreter zum Finale ins Rennen schicken konnte.
Dort entschied sich schließlich, wer die Schweiz in Kopenhagen vertreten wird. Neben dem potentiellen ESC-Beitrag sangen die Kandidaten jeweils noch eine Coverversion eines bekannten Liedes. In die Bewertung der Kandidaten flossen jeweils 50 Prozent aus der Fachjury und dem Fernsehpublikum ein. Gewonnen hat der Sänger Sebalter mit seinem Song Hunter of Stars.
Nachfolgend das Ergebnis des Schweizer Vorentscheids:
| Platz | Interpret           | Lied                | Cover                                               | Sender |
| ----- | ------------------- | ------------------- | --------------------------------------------------- | ------ |
| 1.    | Sebalter            | Hunter of Stars     | Wake Me Up von Avicii feat. Aloe Blacc              | RSI    |
| 2.    | Yasmina Hunzinger   | I Still Believe     | Heavy on My Heart von Anastacia                     | SRF    |
| 3.    | 3 For All           | Together Forever    | All for Love von Bryan Adams, Rod Stewart und Sting | SRF    |
| 4.    | Christian Tschanz   | Au paradis          | Aux Champs-Elysées von Joe Dassin                   | RTS    |
| 5.    | Nino Colonna        | La luce del cuore   | L’italiano von Toto Cutugno                         | SRF    |
| 6.    | Natacha & Stéphanie | Une terre sans vous | Papaoutai von Stromae                               | RTS    |

### Andere Länder
Die folgende Tabelle zeigt, in welchem Modus die restlichen Teilnehmerländer die Auswahl ihres Interpreten und Liedes vorgenommen haben.
| Land                   | Nationaler Vorentscheid                  |
| ---------------------- | ---------------------------------------- |
| Albanien               | Festivali i Këngës 2013                  |
| Armenien               | interne Auswahl                          |
| Aserbaidschan          | Böyük Sehne 2014                         |
| Belarus                | Eurofest 2014                            |
| Dänemark               | Dansk Melodi Grand Prix 2014             |
| Estland                | Eesti Laul 2014                          |
| Finnland               | Uuden Musiikin Kilpailu 2014             |
| Frankreich             | Les chansons d’abord 2014                |
| Georgien               | interne Auswahl                          |
| Griechenland           | Eurosong 2014                            |
| Irland                 | Eurosong 2014                            |
| Island                 | Söngvakeppnin 2014                       |
| Israel                 | Kdam Eurovision 2014                     |
| Italien                | interne Auswahl                          |
| Lettland               | Dziesma 2014                             |
| Litauen                | Eurovizijos 2014                         |
| Malta                  | Malta Eurovision Song Contest 2014       |
| Mazedonien             | interne Auswahl                          |
| Moldau                 | O Melodie Pentru Europa 2014             |
| Montenegro             | interne Auswahl                          |
| Niederlande            | interne Auswahl                          |
| Norwegen               | Melodi Grand Prix 2014                   |
| Polen                  | interne Auswahl                          |
| Portugal               | Festival da Canção 2014                  |
| Rumänien               | Selecția Națională 2014                  |
| Russland               | interne Auswahl                          |
| San Marino             | interne Auswahl                          |
| Schweden               | Melodifestivalen 2014                    |
| Slowenien              | EMA 2014                                 |
| Spanien                | Mira quién va a Eurovisión               |
| Ukraine                | Evrobachennya 2014 – Natsionalyni vidbir |
| Ungarn                 | A Dal 2014                               |
| Vereinigtes Königreich | interne Auswahl                          |

## Halbfinale

### Auslosung

Teilnehmer des 1. Halbfinales
Stimmberechtigte Länder im 1. Halbfinale
Teilnehmer des 2. Halbfinales
Stimmberechtigte Länder im 2. Halbfinale

Die Halbfinalauslosung fand am 20. Januar 2014 in Kopenhagen statt. 28 Länder wurden in sechs möglichst gleich große Töpfe eingeteilt. Die Einteilung der Töpfe erfolgte über das Abstimmungsmuster der vergangenen zehn Jahre. Danach wurden die Länder einem der beiden Halbfinale zugelost.
Im Vorfeld wurde Israel wegen der Feierlichkeiten zum Feiertag Jom haAtzma’ut am ersten Tag der ersten Hälfte des zweiten Halbfinales zugelost. Zudem wurden auf Wunsch des dänischen Senders DR die zwei Nachbarländer Dänemarks, Schweden und Norwegen, in einer Sonderlosung dem ersten bzw. zweiten Halbfinale zugelost, und zwar jeweils in die erste Hälfte. So sollte verhindert werden, dass es zu einer zu hohen Ticketnachfrage kommt. Auch ermittelt worden ist, in welchem Halbfinale Gastgeber Dänemark sowie die sogenannten Big-5-Länder stimmberechtigt sind. Aufgrund einer Nachfrage der ARD wurde Deutschland ohne Auslosung das Stimmrecht im zweiten Halbfinale zugewiesen. Die anderen wurden gelost.
Die Verteilung der Töpfe setzte sich wie folgt zusammen:
| Topf 0                         | Topf 1                                                     | Topf 2                                             | Topf 3                                                    | Topf 4                                                     | Topf 5                                     | Topf 6                                 |
| ------------------------------ | ---------------------------------------------------------- | -------------------------------------------------- | --------------------------------------------------------- | ---------------------------------------------------------- | ------------------------------------------ | -------------------------------------- |
| - Israel - Norwegen - Schweden | - Albanien - Mazedonien - Montenegro - Schweiz - Slowenien | - Estland - Finnland - Island - Lettland - Litauen | - Aserbaidschan - Belarus - Georgien - Russland - Ukraine | - Armenien - Belgien - Griechenland - Irland - Niederlande | - Österreich - Polen - San Marino - Ungarn | - Malta - Moldau - Portugal - Rumänien |

### Erstes Halbfinale
Das erste Halbfinale fand am 6. Mai 2014, 21:00 Uhr (MESZ) statt. Im Vorfeld wurde Schweden dem ersten Halbfinale zugewiesen. Die zehn bestplatzierten Länder qualifizierten sich für das Finale. Sie sind hier hellgrün unterlegt.
 Dänemark,  Frankreich und  Spanien waren in diesem Halbfinale stimmberechtigt.
| Platz | Startnr. | Land          | Interpret                                | Lied Musik (M) und Text (T)                                                                              | Sprache            | Übersetzung (Inoffiziell) | Punkte |
| ----- | -------- | ------------- | ---------------------------------------- | --- | ------------------ | ------------------------- | ------ |
| 01.   | 14       | Niederlande   | The Common Linnets                       | Calm After the Storm M/T: Ilse DeLange, JB Meijers, Rob Crosby, Matthew Crosby, Jake Etheridge           | Englisch           | Ruhe nach dem Sturm       | 150    |
| 02.   | 04       | Schweden      | Sanna Nielsen                            | Undo M/T: Fredrik Kempe, David Kreuger, Hamid „K-One“ Pirouzpanah                                        | Englisch           | Ungeschehen machen        | 131    |
| 03.   | 16       | Ungarn        | András Kállay-Saunders                   | Running M: András Kállay-Saunders, Krisztián Szakos; T: András Kállay-Saunders                           | Englisch           | Rennen                    | 127    |
| 04.   | 01       | Armenien      | Aram Mp3 Արամ Mp3                        | Not Alone M: Aram Sargsjan; T: Garik Papojan                                                             | Englisch           | Nicht alleine             | 121    |
| 05.   | 09       | Ukraine       | Marija Jaremtschuk Марія Яремчук         | Tick-Tock M: Marija Jaremtschuk; T: Marija Jaremtschuk, Sandra Bjurman                                   | Englisch           | Tick-Tack                 | 118    |
| 06.   | 07       | Russland      | Tolmatschowa-Schwestern Сёстры Толмачёвы | Shine M: Dimitris Kontopoulos, Filipp Kirkorow; T: John Ballard, Ralph Charlie, Gerard James Borg        | Englisch           | Leuchten                  | 063    |
| 07.   | 15       | Montenegro    | Sergej Ćetković                          | Moj Svijet (Мој свијет) M: Sergej Ćetković; T: Sergej Ćetković, Emina Jahović                            | Montenegrinisch    | Meine Welt                | 063    |
| 08.   | 05       | Island        | Pollapönk                                | No Prejudice M: Heiðar Örn Kristjánsson; T: Heiðar Örn Kristjánsson, Haraldur Freyr Gíslason, John Grant | Englisch           | Keine Vorurteile          | 061    |
| 09.   | 08       | Aserbaidschan | Dilara Kazimova Dilarə Kazımova          | Start a Fire M/T: Stefan Örn, Johan Kronlund, Alessandra Günthardt                                       | Englisch           | Ein Feuer entfachen       | 057    |
| 10.   | 12       | San Marino    | Valentina Monetta                        | Maybe M: Ralph Siegel; T: Mauro Balestri                                                                 | Englisch           | Vielleicht                | 040    |
| 11.   | 13       | Portugal      | Suzy                                     | Quero ser tua M/T: Emanuel                                                                               | Portugiesisch      | Ich will dir gehören      | 039    |
| 12.   | 03       | Estland       | Tanja                                    | Amazing M/T: Timo Vendt, Tanja                                                                           | Englisch           | Aufregend                 | 036    |
| 13.   | 02       | Lettland      | Aarzemnieki                              | Cake to Bake M/T: Guntis Veilands                                                                        | Englisch, Lettisch | Einen Kuchen backen       | 033    |
| 14.   | 10       | Belgien       | Axel Hirsoux                             | Mother M/T: Ashley Hicklin, Rafael Artesero                                                              | Englisch           | Mutter                    | 028    |
| 15.   | 06       | Albanien      | Hersi                                    | One Night’s Anger M: Genti Lako; T: Jorgo Papingji                                                       | Englisch           | Der Zorn einer Nacht      | 022    |
| 16.   | 11       | Moldau        | Cristina Scarlat                         | Wild Soul M: Ivan Aculov; T: Lidia Scarlat                                                               | Englisch           | Wilde Seele               | 013    |

### Punktetafel erstes Halbfinale
| Abstimmungsergebnis | Abstimmungsergebnis | Abstimmungsergebnis | Abstimmungsergebnis | Abstimmungsergebnis | Abstimmungsergebnis | Abstimmungsergebnis | Abstimmungsergebnis | Abstimmungsergebnis | Abstimmungsergebnis | Abstimmungsergebnis | Abstimmungsergebnis | Abstimmungsergebnis | Abstimmungsergebnis | Abstimmungsergebnis | Abstimmungsergebnis | Abstimmungsergebnis | Abstimmungsergebnis | Abstimmungsergebnis | Abstimmungsergebnis | Abstimmungsergebnis | Abstimmungsergebnis | Abstimmungsergebnis | Abstimmungsergebnis |
| Startnr.            | Land                | Platz               | Punkte              | AL                  | AM                  | AZ                  | BE                  | DK                  | EE                  | FR                  | IS                  | LV                  | MD                  | ME                  | NL                  | PT                  | RU                  | SM                  | SE                  | ES                  | UA                  | HU                  | Votings             |
| ------------------- | ------------------- | ------------------- | ------------------- | ------------------- | ------------------- | ------------------- | ------------------- | ------------------- | ------------------- | ------------------- | ------------------- | ------------------- | ------------------- | ------------------- | ------------------- | ------------------- | ------------------- | ------------------- | ------------------- | ------------------- | ------------------- | ------------------- | ------------------- |
| 01                  | Armenien            | 04.                 | 121                 | 5                   |                     | –                   | 3                   | 5                   | 5                   | 12                  | 3                   | 6                   | –                   | 10                  | 12                  | 4                   | 12                  | 10                  | 8                   | 6                   | 12                  | 8                   | 16                  |
| 02                  | Lettland            | 13.                 | 033                 | –                   | –                   | 7                   | 5                   | 1                   | 6                   |                     | 6                   |                     | –                   | –                   | –                   | 3                   | –                   | 2                   | 1                   | –                   | –                   | 2                   | 09                  |
| 03                  | Estland             | 12.                 | 036                 | –                   | 5                   | 5                   | –                   | –                   |                     | 4                   | 5                   | 10                  | –                   | –                   | –                   | –                   | –                   | –                   | 5                   | 2                   | –                   | –                   | 07                  |
| 04                  | Schweden            | 02.                 | 131                 | 6                   | 4                   | –                   | 8                   | 10                  | 7                   | 6                   | 10                  | 8                   | 10                  | 5                   | 8                   | 8                   | 6                   | 3                   |                     | 12                  | 10                  | 10                  | 17                  |
| 05                  | Island              | 08.                 | 061                 | –                   | –                   | –                   | 4                   | 8                   | 2                   | 8                   |                     | 5                   | –                   | –                   | 7                   | 1                   | –                   | 7                   | 7                   | 3                   | 3                   | 6                   | 12                  |
| 06                  | Albanien            | 15.                 | 022                 |                     | –                   | –                   | 2                   | 2                   | –                   | –                   | –                   | –                   | –                   | 12                  | 1                   | –                   | –                   | 5                   | –                   | –                   | –                   | –                   | 05                  |
| 07                  | Russland            | 06.                 | 063                 | –                   | 7                   | 10                  | 1                   | 4                   | 1                   | –                   | 2                   | 4                   | 12                  | 4                   | –                   | 5                   |                     | –                   | 2                   | –                   | 6                   | 5                   | 13                  |
| 08                  | Aserbaidschan       | 09.                 | 057                 | 7                   | –                   |                     | –                   | –                   | 4                   | 2                   | 1                   | 2                   | 6                   | 7                   | 4                   | 2                   | 10                  | 6                   | –                   | –                   | 5                   | 1                   | 13                  |
| 09                  | Ukraine             | 05.                 | 118                 | 3                   | 12                  | 12                  | 7                   | 7                   | 10                  | –                   | 7                   | 7                   | 8                   | 8                   | 5                   | 7                   | 7                   | 4                   | 6                   | 5                   |                     | 3                   | 17                  |
| 10                  | Belgien             | 14.                 | 028                 | –                   | 6                   | 4                   |                     | –                   | –                   | 1                   | –                   | –                   | 7                   | 2                   | 3                   | –                   | 4                   | 1                   | –                   | –                   | –                   | –                   | 08                  |
| 11                  | Moldau              | 16.                 | 013                 | 4                   | –                   | –                   | –                   | –                   | –                   | –                   | –                   | –                   |                     | 6                   | –                   | –                   | 1                   | –                   | –                   | –                   | 2                   | –                   | 04                  |
| 12                  | San Marino          | 10.                 | 040                 | 8                   | 2                   | 6                   | –                   | –                   | 3                   | –                   | 4                   | 1                   | 1                   | –                   | –                   | –                   | 3                   |                     | –                   | 1                   | 4                   | 7                   | 11                  |
| 13                  | Portugal            | 11.                 | 039                 | 1                   | 3                   | 1                   | 6                   | 3                   | –                   | 5                   | –                   | –                   | 3                   | 3                   | 2                   |                     | –                   | –                   | 4                   | 8                   | –                   | –                   | 14                  |
| 14                  | Niederlande         | 01.                 | 150                 | 2                   | 10                  | 3                   | 10                  | 12                  | 12                  | 10                  | 12                  | 12                  | 2                   | 1                   |                     | 12                  | 2                   | 12                  | 12                  | 7                   | 7                   | 12                  | 18                  |
| 15                  | Montenegro          | 07.                 | 063                 | 12                  | 8                   | 2                   | –                   | –                   | –                   | 7                   | –                   | –                   | 5                   |                     | 6                   | 6                   | 5                   | –                   | 3                   | 4                   | 1                   | 4                   | 12                  |
| 16                  | Ungarn              | 03.                 | 127                 | 10                  | 1                   | 8                   | 12                  | 6                   | 8                   | 3                   | 8                   | 3                   | 4                   | –                   | 10                  | 10                  | 8                   | 8                   | 10                  | 10                  | 8                   |                     | 16                  |

### Statistik der Zwölf-Punkte-Vergabe (Erstes Halbfinale)
| Anzahl | Land        | erhalten von                                                                |
| ------ | ----------- | --------------------------------------------------------------------------- |
| 8      | Niederlande | Dänemark, Estland, Island, Lettland, Portugal, San Marino, Schweden, Ungarn |
| 4      | Armenien    | Frankreich, Niederlande, Russland, Ukraine                                  |
| 2      | Ukraine     | Armenien, Aserbaidschan                                                     |
| 1      | Albanien    | Montenegro                                                                  |
| 1      | Montenegro  | Albanien                                                                    |
| 1      | Russland    | Moldau                                                                      |
| 1      | Schweden    | Spanien                                                                     |
| 1      | Ungarn      | Belgien                                                                     |

### Zweites Halbfinale
Das zweite Halbfinale fand am 8. Mai 2014, 21:00 Uhr (MESZ) statt. Im Vorfeld wurden Israel und Norwegen dem zweiten Halbfinale zugewiesen. Die zehn bestplatzierten Länder qualifizierten sich für das Finale (hellgrün unterlegt).
 Deutschland,  Italien und das  Vereinigte Königreich waren in diesem Halbfinale stimmberechtigt.
| Platz | Startnr. | Land         | Interpret                       | Lied Musik (M) und Text (T) | Sprache              | Übersetzung (Inoffiziell)      | Punkte |
| ----- | -------- | ------------ | ------------------------------- | --- | -------------------- | ------------------------------ | ------ |
| 01.   | 06       | Österreich   | Conchita Wurst                  | Rise Like a Phoenix M/T: Alexander „Ali“ Zuckowski, Joey Patulka, Julian Maas, Charlie Mason                                                 | Englisch             | Erhebe dich wie ein Phönix     | 169    |
| 02.   | 15       | Rumänien     | Paula Seling & Ovi              | Miracle M/T: Ovidiu Cernăuțeanu, Phillip Halloun, Frida Amundsen, Beyond51                                                                   | Englisch             | Wunder                         | 125    |
| 03.   | 08       | Finnland     | Softengine                      | Something Better M: Topi Latukka; T: Topi Latukka, Henri Oskár                                                                               | Englisch             | Etwas Besseres                 | 097    |
| 04.   | 12       | Schweiz      | Sebalter                        | Hunter of Stars M/T: Sebastiano Paù-Lessi | Englisch             | Sternenjäger                   | 092    |
| 05.   | 10       | Belarus      | Teo                             | Cheesecake M: Yuri Vaschuk; T: Dmitry Novik                                                                                                  | Englisch             | Käsekuchen                     | 087    |
| 06.   | 03       | Norwegen     | Carl Espen                      | Silent Storm M/T: Josefin Winther | Englisch             | Stiller Sturm                  | 077    |
| 07.   | 13       | Griechenland | Freaky Fortune feat. RiskyKidd  | Rise Up M: Freaky Fortune; T: Freaky Fortune, RiskyKidd                                                                                      | Englisch             | Steh auf                       | 074    |
| 08.   | 05       | Polen        | Donatan & Cleo                  | My Słowianie (We Are Slavic) M: Witold Czamara; T: Joanna Klepko                                                                             | Polnisch, Englisch   | Wir Slawen (Wir sind slawisch) | 070    |
| 09.   | 01       | Malta        | Firelight                       | Coming Home M/T: Richard Edwards Micallef | Englisch             | Nach Hause kommen              | 063    |
| 10.   | 14       | Slowenien    | Tinkara Kovač                   | Round and Round M: Raay; T: Tinkara Kovač, Hannah Mancini, Tina Piš                                                                          | Englisch, Slowenisch | Herum und herum                | 052    |
| 11.   | 07       | Litauen      | Vilija Matačiūnaitė             | Attention M: Viktoras Vaupšas, Vilija Matačiūnaitė; T: Vilija Matačiūnaitė                                                                   | Englisch             | Achtung                        | 036    |
| 12.   | 09       | Irland       | Can-Linn feat. Kasey Smith      | Heartbeat M: Hazel Kaneswaran, Jonas Gladnikoff, Rasmus Palmgren, Patrizia Helander; T: Jonas Gladnikoff, Rasmus Palmgren, Patrizia Helander | Englisch             | Herzschlag                     | 035    |
| 13.   | 11       | Mazedonien   | Tijana Dapčević Тијана Дапчевиќ | To the Sky M: Darko Dimitrov, Lazar Cvetkoski; T: Elena Risteska Ivanovska, Darko Dimitrov                                                   | Englisch             | Zum Himmel                     | 033    |
| 14.   | 02       | Israel       | Mei Feingold מיי פיינגולד       | Same Heart M/T: Rami Talmid | Englisch, Hebräisch  | Dasselbe Herz                  | 019    |
| 15.   | 04       | Georgien     | The Shin & Mariko               | Three Minutes to Earth M: Zaza Miminoshvili; T: Eugen Eliu                                                                                   | Englisch             | Drei Minuten bis zur Erde      | 015    |

### Punktetafel zweites Halbfinale
| Abstimmungsergebnis | Abstimmungsergebnis | Abstimmungsergebnis | Abstimmungsergebnis | Abstimmungsergebnis | Abstimmungsergebnis | Abstimmungsergebnis | Abstimmungsergebnis | Abstimmungsergebnis | Abstimmungsergebnis | Abstimmungsergebnis | Abstimmungsergebnis | Abstimmungsergebnis | Abstimmungsergebnis | Abstimmungsergebnis | Abstimmungsergebnis | Abstimmungsergebnis | Abstimmungsergebnis | Abstimmungsergebnis | Abstimmungsergebnis | Abstimmungsergebnis | Abstimmungsergebnis | Abstimmungsergebnis | Abstimmungsergebnis |
| Startnr.            | Land                | Platz               | Punkte              | DE                  | FI                  | GE                  | GR                  | IE                  | IL                  | IT                  | LT                  | MT                  | MK                  | NO                  | AT                  | PL                  | RO                  | CH                  | SI                  | UK                  | BY                  | Votings             |                     |
| ------------------- | ------------------- | ------------------- | ------------------- | ------------------- | ------------------- | ------------------- | ------------------- | ------------------- | ------------------- | ------------------- | ------------------- | ------------------- | ------------------- | ------------------- | ------------------- | ------------------- | ------------------- | ------------------- | ------------------- | ------------------- | ------------------- | ------------------- | ------------------- |
| 01                  | Malta               | 09.                 | 063                 | 3                   | 5                   | 8                   | –                   | 3                   | –                   | 5                   | 1                   |                     | 12                  | 2                   | 1                   | 4                   | 3                   | 5                   | –                   | 7                   | 4                   | 14                  |                     |
| 02                  | Israel              | 14.                 | 019                 | 2                   | 3                   | –                   | 6                   | –                   |                     | –                   | –                   | –                   | 5                   | –                   | –                   | –                   | 1                   | –                   | –                   | –                   | 2                   | 06                  |                     |
| 03                  | Norwegen            | 06.                 | 077                 | 7                   | 10                  | 5                   | 7                   | 8                   | –                   | –                   | 8                   | 7                   | 4                   |                     | 5                   | 6                   | 4                   | 2                   | 4                   | –                   | –                   | 13                  |                     |
| 04                  | Georgien            | 15.                 | 015                 | 1                   | –                   |                     | 1                   | –                   | –                   | –                   | 6                   | 2                   | –                   | –                   | –                   | –                   | –                   | –                   | –                   | –                   | 5                   | 05                  |                     |
| 05                  | Polen               | 08.                 | 070                 | 12                  | –                   | –                   | 3                   | 2                   | 4                   | 10                  | 4                   | 1                   | 3                   | 7                   | 2                   |                     | –                   | 3                   | 5                   | 4                   | 10                  | 14                  |                     |
| 06                  | Österreich          | 01.                 | 169                 | 4                   | 12                  | 10                  | 12                  | 12                  | 10                  | 12                  | 10                  | 10                  | 6                   | 8                   |                     | 10                  | 12                  | 12                  | 10                  | 12                  | 7                   | 17                  |                     |
| 07                  | Litauen             | 11.                 | 036                 | –                   | –                   | 7                   | –                   | 5                   | –                   | 1                   |                     | –                   | –                   | 5                   | –                   | 2                   | –                   | –                   | –                   | 10                  | 6                   | 07                  |                     |
| 08                  | Finnland            | 03.                 | 097                 | 5                   |                     | 1                   | 4                   | 10                  | 3                   | 8                   | 5                   | –                   | 10                  | 12                  | 8                   | 8                   | 5                   | 8                   | 2                   | 8                   | –                   | 15                  |                     |
| 09                  | Irland              | 12.                 | 035                 | –                   | –                   | –                   | 2                   |                     | 1                   | –                   | –                   | 4                   | 7                   | 3                   | 4                   | 5                   | 2                   | 1                   | 1                   | 5                   | –                   | 11                  |                     |
| 10                  | Belarus             | 05.                 | 087                 | –                   | 7                   | 12                  | 8                   | 1                   | 7                   | –                   | 12                  | 6                   | 2                   | 1                   | 10                  | 7                   | 8                   | –                   | 6                   | –                   |                     | 13                  |                     |
| 11                  | Mazedonien          | 13.                 | 033                 | –                   | 1                   | 2                   | –                   | –                   | 2                   | 2                   | –                   | 3                   |                     | –                   | –                   | –                   | –                   | 10                  | 12                  | –                   | 1                   | 08                  |                     |
| 12                  | Schweiz             | 04.                 | 092                 | 10                  | 8                   | –                   | 5                   | 6                   | 5                   | 3                   | 7                   | 5                   | 1                   | –                   | 6                   | 12                  | 10                  |                     | 8                   | 3                   | 3                   | 15                  |                     |
| 13                  | Griechenland        | 07.                 | 074                 | 6                   | 4                   | 3                   |                     | 4                   | 6                   | 6                   | –                   | 8                   | –                   | 6                   | 3                   | 1                   | 7                   | 4                   | 3                   | 1                   | 12                  | 15                  |                     |
| 14                  | Slowenien           | 10.                 | 052                 | –                   | 2                   | 4                   | –                   | –                   | 8                   | 7                   | 3                   | –                   | –                   | 4                   | 7                   | 3                   | 6                   | 6                   |                     | 2                   | –                   | 11                  |                     |
| 15                  | Rumänien            | 02.                 | 125                 | 8                   | 6                   | 6                   | 10                  | 7                   | 12                  | 4                   | 2                   | 12                  | 8                   | 10                  | 12                  | –                   |                     | 7                   | 7                   | 6                   | 8                   | 16                  |                     |

### Statistik der Zwölf-Punkte-Vergabe (Zweites Halbfinale)
| Anzahl | Land         | erhalten von                                                                       |
| ------ | ------------ | ---------------------------------------------------------------------------------- |
| 7      | Österreich   | Finnland, Griechenland, Irland, Italien, Rumänien, Schweiz, Vereinigtes Königreich |
| 3      | Rumänien     | Israel, Malta, Österreich                                                          |
| 2      | Belarus      | Georgien, Litauen                                                                  |
| 1      | Finnland     | Norwegen                                                                           |
| 1      | Griechenland | Belarus                                                                            |
| 1      | Malta        | Mazedonien                                                                         |
| 1      | Mazedonien   | Slowenien                                                                          |
| 1      | Polen        | Deutschland                                                                        |
| 1      | Schweiz      | Polen                                                                              |

### Platzverteilung der im Halbfinale ausgeschiedenen Länder
Anhand der Punktezahl im jeweiligen Halbfinale lassen sich auch die im Halbfinale ausgeschiedenen Länder folgendermaßen ordnen:
| Platz | Land       | Interpret                       | Lied Musik (M) und Text (T) | Sprache             | Übersetzung (inoffiziell) | Halbfinale | Platz im HF | Punkte im HF |
| ----- | ---------- | ------------------------------- | --- | ------------------- | ------------------------- | ---------- | ----------- | ------------ |
| 27.   | Portugal   | Suzy                            | Quero ser tua M/T: Emanuel | Portugiesisch       | Ich will dir gehören      | 1          | 11.         | 39           |
| 28.   | Litauen    | Vilija Matačiūnaitė             | Attention M: Viktoras Vaupšas, Vilija Matačiūnaitė; T: Vilija Matačiūnaitė                                                                   | Englisch            | Achtung                   | 2          | 11.         | 36           |
| 29.   | Estland    | Tanja                           | Amazing M/T: Timo Vendt, Tanja | Englisch            | Aufregend                 | 1          | 12.         | 36           |
| 30.   | Irland     | Can-Linn feat. Kasey Smith      | Heartbeat M: Hazel Kaneswaran, Jonas Gladnikoff, Rasmus Palmgren, Patrizia Helander; T: Jonas Gladnikoff, Rasmus Palmgren, Patrizia Helander | Englisch            | Herzschlag                | 2          | 12.         | 35           |
| 31.   | Mazedonien | Tijana Dapčević Тијана Дапчевиќ | To the Sky M: Darko Dimitrov, Lazar Cvetkoski; T: Elena Risteska Ivanovska, Darko Dimitrov                                                   | Englisch            | Zum Himmel                | 2          | 13.         | 33           |
| 32.   | Lettland   | Aarzemnieki                     | Cake to Bake M/T: Guntis Veilands | Englisch, Lettisch  | Einen Kuchen backen       | 1          | 13.         | 33           |
| 33.   | Belgien    | Axel Hirsoux                    | Mother M/T: Ashley Hicklin, Rafael Artesero                                                                                                  | Englisch            | Mutter                    | 1          | 14.         | 28           |
| 34.   | Albanien   | Hersi                           | One Night’s Anger M: Genti Lako; T: Jorgo Papingji                                                                                           | Englisch            | Der Zorn einer Nacht      | 1          | 15.         | 22           |
| 35.   | Israel     | Mei Feingold מיי פיינגולד       | Same Heart M/T: Rami Talmid | Hebräisch, Englisch | Dasselbe Herz             | 2          | 14.         | 19           |
| 36.   | Georgien   | The Shin & Mariko               | Three Minutes to Earth M: Zaza Miminoshvili; T: Eugen Eliu                                                                                   | Englisch            | Drei Minuten bis zur Erde | 2          | 15.         | 15           |
| 37.   | Moldau     | Cristina Scarlat                | Wild Soul M: Ivan Aculov; T: Lidia Scarlat                                                                                                   | Englisch            | Wilde Seele               | 1          | 16.         | 13           |

## Finale
Das Finale fand am 10. Mai 2014 um 21:00 Uhr (MESZ) statt. Die Länder der Big Five (Deutschland, Frankreich, Italien, Spanien, Vereinigtes Königreich) und das Gastgeberland Dänemark waren direkt für das Finale qualifiziert. Hinzu kamen je zehn Länder aus den beiden Halbfinalen, sodass im Finale 26 Länder antraten. Alle Teilnehmerländer waren abstimmungsberechtigt.
 Slowenien, die  Schweiz und  Österreich nahmen nach drei Jahren und  Polen nach sechs Jahren wieder am Finale teil. Slowenien, die Schweiz und Österreich scheiterten 2012 und 2013 jeweils im Finale, Polen jedoch nur in den Jahren 2009, 2010 und 2011, in den Jahren 2012 und 2013 nahm man nicht teil.  Montenegro und  San Marino erreichten erstmals seit ihren Debüts in den Jahren 2007 beziehungsweise 2008 das Finale.

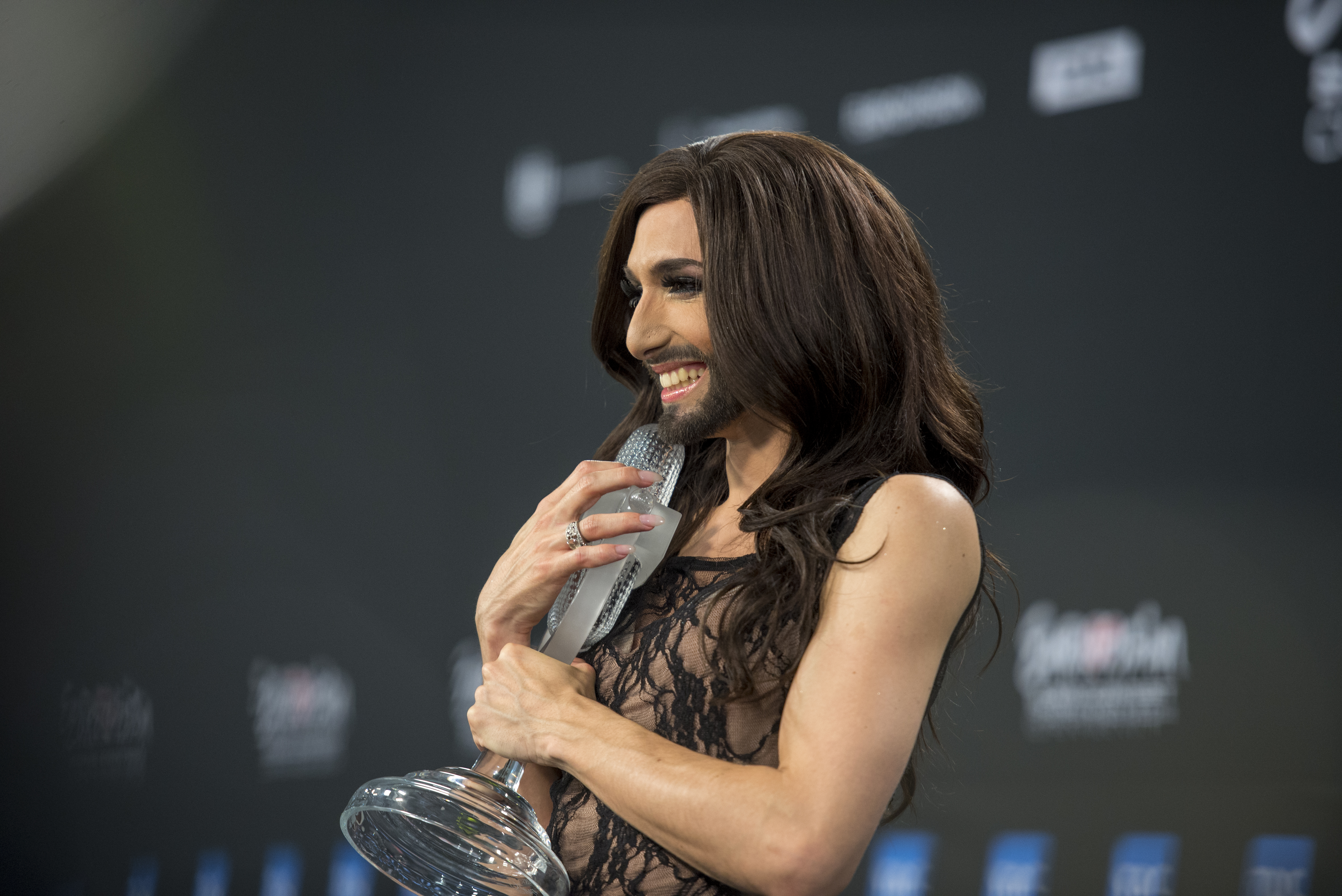
Conchita Wurst nach dem Finale

Die Startnummer des Gastgebers Dänemark wurde schon beim Treffen der Delegationen am 17. März 2014 ermittelt. Die Startnummern der restlichen Teilnehmer wurden am Tag vor dem Finale bekannt gegeben.

### Ergebnisliste
| Platz | Startnr. | Land                   | Interpret                                | Lied Musik (M) und Text (T)                                                                              | Sprache              | Übersetzung (Inoffiziell)      | Punkte | Bild                            |
| ----- | -------- | ---------------------- | ---------------------------------------- | --- | -------------------- | ------------------------------ | ------ | ------------------------------- |
| 01.   | 11       | Österreich             | Conchita Wurst                           | Rise Like a Phoenix M/T: Alexander „Ali“ Zuckowski, Joey Patulka, Julian Maas, Charlie Mason             | Englisch             | Erhebe dich wie ein Phönix     | 290    | Conchita Wurst                  |
| 02.   | 24       | Niederlande            | The Common Linnets                       | Calm After the Storm M/T: Ilse DeLange, JB Meijers, Rob Crosby, Matthew Crosby, Jake Etheridge           | Englisch             | Ruhe nach dem Sturm            | 238    | The Common Linnets              |
| 03.   | 13       | Schweden               | Sanna Nielsen                            | Undo M/T: Fredrik Kempe, David Kreuger, Hamid „K-One“ Pirouzpanah                                        | Englisch             | Ungeschehen machen             | 218    | Sanna Nielsen                   |
| 04.   | 07       | Armenien               | Aram Mp3 Արամ Mp3                        | Not Alone M: Aram Sargsjan; T: Garik Papojan                                                             | Englisch             | Nicht alleine                  | 174    | Aram Mp3                        |
| 05.   | 21       | Ungarn                 | András Kállay-Saunders                   | Running M: András Kállay-Saunders, Krisztián Szakos; T: András Kállay-Saunders                           | Englisch             | Rennen                         | 143    | András Kállay-Saunders          |
| 06.   | 01       | Ukraine                | Marija Jaremtschuk Марія Яремчук         | Tick-Tock M: Marija Jaremtschuk; T: Marija Jaremtschuk, Sandra Bjurman                                   | Englisch             | Tick-Tack                      | 113    | Marija Jaremtschuk              |
| 07.   | 15       | Russland               | Tolmatschowa-Schwestern Сёстры Толмачёвы | Shine M: Dimitris Kontopoulos, Filipp Kirkorow; T: John Ballard, Ralph Charlie, Gerard James Borg        | Englisch             | Leuchten                       | 089    | Tolmatschowa-Schwestern         |
| 08.   | 05       | Norwegen               | Carl Espen                               | Silent Storm M/T: Josefin Winther                                                                        | Englisch             | Stiller Sturm                  | 088    | Carl Espen                      |
| 09.   | 23       | Dänemark               | Basim                                    | Cliché Love Song M/T: Lasse Lindorff, Daniel Fält, Kim Nowak-Zorde, Basim Moujahid                       | Englisch             | Klischeeliebeslied             | 074    | Basim                           |
| 10.   | 19       | Spanien                | Ruth Lorenzo                             | Dancing in the Rain M/T: Ruth Lorenzo, James Lawrence Irvin, Julian Emery                                | Englisch, Spanisch   | Im Regen tanzen                | 074    | Ruth Lorenzo                    |
| 11.   | 18       | Finnland               | Softengine                               | Something Better M: Topi Latukka; T: Topi Latukka, Henri Oskár                                           | Englisch             | Etwas Besseres                 | 072    | Softengine                      |
| 12.   | 06       | Rumänien               | Paula Seling & Ovi                       | Miracle M/T: Ovidiu Cernăuțeanu, Phillip Halloun, Frida Amundsen, Beyond51                               | Englisch             | Wunder                         | 072    | Paula Seling & OVI              |
| 13.   | 20       | Schweiz                | Sebalter                                 | Hunter of Stars M/T: Sebastiano Paù-Lessi                                                                | Englisch             | Sternenjäger                   | 064    | Sebalter                        |
| 14.   | 09       | Polen                  | Donatan & Cleo                           | My Słowianie (We Are Slavic) M: Witold Czamara; T: Joanna Klepko                                         | Polnisch, Englisch   | Wir Slawen (Wir sind slawisch) | 062    | Donatan & Cleo                  |
| 15.   | 04       | Island                 | Pollapönk                                | No Prejudice M: Heiðar Örn Kristjánsson; T: Heiðar Örn Kristjánsson, Haraldur Freyr Gíslason, John Grant | Englisch             | Keine Vorurteile               | 058    | Pollapönk                       |
| 16.   | 02       | Belarus                | Teo                                      | Cheesecake M: Yuri Vaschuk; T: Dmitry Novik                                                              | Englisch             | Käsekuchen                     | 043    | Teo                             |
| 17.   | 26       | Vereinigtes Königreich | Molly                                    | Children of the Universe M/T: Molly Smitten-Downes, Anders Hansson                                       | Englisch             | Kinder des Universums          | 040    |                                 |
| 18.   | 12       | Deutschland            | Elaiza                                   | Is It Right M: Elżbieta Steinmetz, Frank Kretschmer; T: Elżbieta Steinmetz, Adam Kesselhaut              | Englisch             | Ist es richtig?                | 039    | Elaiza                          |
| 19.   | 08       | Montenegro             | Sergej Ćetković                          | Moj Svijet (Мој свијет) M: Sergej Ćetković; T: Sergej Ćetković, Emina Jahović                            | Montenegrinisch      | Meine Welt                     | 037    | Sergej Ćetković                 |
| 20.   | 10       | Griechenland           | Freaky Fortune feat. RiskyKidd           | Rise Up M: Freaky Fortune; T: Freaky Fortune, RiskyKidd                                                  | Englisch             | Steh auf                       | 035    | Freaky Fortune feat. Risky Kidd |
| 21.   | 16       | Italien                | Emma Marrone                             | La mia città M/T: Emma Marrone                                                                           | Italienisch          | Meine Stadt                    | 033    |                                 |
| 22.   | 03       | Aserbaidschan          | Dilara Kazimova Dilarə Kazımova          | Start a Fire M/T: Stefan Örn, Johan Kronlund, Alessandra Günthardt                                       | Englisch             | Ein Feuer entfachen            | 033    | Dilara Kazimova                 |
| 23.   | 22       | Malta                  | Firelight                                | Coming Home M/T: Richard Edwards Micallef                                                                | Englisch             | Nach Hause kommen              | 032    | Firelight                       |
| 24.   | 25       | San Marino             | Valentina Monetta                        | Maybe M: Ralph Siegel; T: Mauro Balestri                                                                 | Englisch             | Vielleicht                     | 014    | Valentina Monetta               |
| 25.   | 17       | Slowenien              | Tinkara Kovač                            | Round and Round M: Raay; T: Tinkara Kovač, Hannah Mancini, Tina Piš                                      | Englisch, Slowenisch | Herum und herum                | 009    | Tinkara Kovač                   |
| 26.   | 14       | Frankreich             | TWIN TWIN                                | Moustache M: Pierre Beyres, Kim N’Guyen; T: Lorent Ardouvin, François Ardouvin                           | Französisch a        | Schnurrbart                    | 002    | TWIN TWIN                       |

### Punktetafel Finale
| Land | Abstimmungsergebnisse | Abstimmungsergebnisse | Abstimmungsergebnisse | Abstimmungsergebnisse | Abstimmungsergebnisse | Abstimmungsergebnisse | Abstimmungsergebnisse | Abstimmungsergebnisse | Abstimmungsergebnisse | Abstimmungsergebnisse | Abstimmungsergebnisse | Abstimmungsergebnisse | Abstimmungsergebnisse | Abstimmungsergebnisse | Abstimmungsergebnisse | Abstimmungsergebnisse | Abstimmungsergebnisse | Abstimmungsergebnisse | Abstimmungsergebnisse | Abstimmungsergebnisse | Abstimmungsergebnisse | Abstimmungsergebnisse | Abstimmungsergebnisse | Abstimmungsergebnisse | Abstimmungsergebnisse | Abstimmungsergebnisse | Abstimmungsergebnisse | Abstimmungsergebnisse | Abstimmungsergebnisse | Abstimmungsergebnisse | Abstimmungsergebnisse | Abstimmungsergebnisse | Abstimmungsergebnisse | Abstimmungsergebnisse | Abstimmungsergebnisse | Abstimmungsergebnisse | Abstimmungsergebnisse | Abstimmungsergebnisse | Abstimmungsergebnisse |
| Land | Punkte                | AZ                    | GR                    | PL                    | AL                    | SM                    | DK                    | ME                    | RO                    | RU                    | NL                    | MT                    | FR                    | UK                    | LV                    | AM                    | IS                    | MK                    | SE                    | BY                    | DE                    | IL                    | PT                    | NO                    | EE                    | HU                    | MD                    | IE                    | FI                    | LT                    | AT                    | ES                    | BE                    | IT                    | UA                    | CH                    | GE                    | SI                    | Votings               |
| --- | --------------------- | --------------------- | --------------------- | --------------------- | --------------------- | --------------------- | --------------------- | --------------------- | --------------------- | --------------------- | --------------------- | --------------------- | --------------------- | --------------------- | --------------------- | --------------------- | --------------------- | --------------------- | --------------------- | --------------------- | --------------------- | --------------------- | --------------------- | --------------------- | --------------------- | --------------------- | --------------------- | --------------------- | --------------------- | --------------------- | --------------------- | --------------------- | --------------------- | --------------------- | --------------------- | --------------------- | --------------------- | --------------------- | --------------------- |
| Ukraine | 113                   | 10                    | 5                     | 5                     | –                     | –                     | 1                     | 7                     | –                     | 7                     | –                     | –                     | –                     | –                     | 7                     | –                     | –                     | –                     | –                     | 8                     | –                     | 5                     | –                     | –                     | 8                     | 2                     | 10                    | –                     | 2                     | 5                     | 5                     | 6                     | 4                     | 10                    |                       | –                     | 6                     | –                     | 19                    |
| Belarus | 043                   | 7                     | –                     | –                     | –                     | –                     | –                     | 1                     | –                     | 12                    | –                     | –                     | –                     | –                     | –                     | 8                     | –                     | –                     | –                     |                       | –                     | 1                     | –                     | –                     | –                     | –                     | 5                     | –                     | –                     | 3                     | –                     | –                     | –                     | –                     | 6                     | –                     | –                     | –                     | 08                    |
| Aserbaidschan | 033                   |                       | –                     | –                     | –                     | 12                    | –                     | –                     | –                     | 10                    | –                     | –                     | –                     | –                     | –                     | –                     | –                     | –                     | –                     | 3                     | –                     | –                     | –                     | –                     | –                     | –                     | –                     | –                     | –                     | –                     | –                     | –                     | –                     | –                     | 1                     | –                     | 7                     | –                     | 05                    |
| Island | 058                   | –                     | –                     | –                     | –                     | 8                     | 5                     | –                     | –                     | 1                     | 6                     | –                     | 7                     | 4                     | –                     | –                     |                       | –                     | 4                     | –                     | 2                     | –                     | –                     | 6                     | –                     | 5                     | –                     | –                     | –                     | –                     | 2                     | 1                     | –                     | 7                     | –                     | –                     | –                     | –                     | 13                    |
| Norwegen | 088                   | –                     | 3                     | 7                     | –                     | –                     | 6                     | –                     | 1                     | –                     | 10                    | 2                     | 2                     | –                     | 5                     | –                     | 1                     | –                     | 3                     | 4                     | 5                     | –                     | 3                     |                       | 3                     | –                     | –                     | 7                     | 7                     | 8                     | 1                     | –                     | –                     | –                     | –                     | 5                     | –                     | 5                     | 20                    |
| Rumänien | 072                   | 6                     | –                     | –                     | –                     | –                     | –                     | –                     |                       | –                     | –                     | 8                     | –                     | –                     | –                     | –                     | –                     | 4                     | –                     | 1                     | –                     | 8                     | 1                     | 4                     | –                     | –                     | 12                    | 2                     | –                     | –                     | 8                     | 8                     | 5                     | 5                     | –                     | –                     | –                     | –                     | 13                    |
| Armenien | 174                   | –                     | 7                     | 1                     | –                     | 6                     | 2                     | 10                    | 7                     | 8                     | 7                     | 6                     | 12                    | –                     | 10                    |                       | 2                     | 8                     | 5                     | 10                    | 6                     | 6                     | 4                     | –                     | 5                     | 7                     | 3                     | –                     | 4                     | –                     | 12                    | 4                     | –                     | –                     | 10                    | –                     | 12                    | –                     | 26                    |
| Montenegro | 037                   | –                     | –                     | –                     | 6                     | –                     | –                     |                       | –                     | –                     | –                     | –                     | –                     | –                     | –                     | 12                    | –                     | 12                    | –                     | –                     | –                     | –                     | –                     | –                     | –                     | –                     | –                     | –                     | –                     | –                     | –                     | –                     | –                     | –                     | –                     | –                     | –                     | 7                     | 04                    |
| Polen | 062                   | 2                     | 1                     |                       | –                     | –                     | –                     | 4                     | –                     | –                     | –                     | –                     | 5                     | –                     | –                     | –                     | 3                     | 5                     | 2                     | 7                     | 10                    | –                     | –                     | 2                     | –                     | 3                     | 2                     | –                     | –                     | –                     | –                     | –                     | –                     | 8                     | 7                     | –                     | –                     | 1                     | 15                    |
| Griechenland | 035                   | 4                     |                       | –                     | 2                     | –                     | –                     | –                     | –                     | 4                     | –                     | 1                     | –                     | 2                     | –                     | 7                     | –                     | –                     | –                     | 6                     | –                     | 2                     | –                     | –                     | –                     | –                     | –                     | –                     | –                     | –                     | –                     | –                     | –                     | 3                     | –                     | –                     | 4                     | –                     | 10                    |
| Österreich | 290                   | 1                     | 12                    | –                     | 5                     | –                     | 8                     | 2                     | 8                     | 5                     | 12                    | 10                    | 10                    | 12                    | 6                     | –                     | 10                    | 3                     | 12                    | –                     | 7                     | 12                    | 12                    | 10                    | 4                     | 10                    | 7                     | 12                    | 12                    | 10                    |                       | 12                    | 12                    | 12                    | 8                     | 12                    | 10                    | 12                    | 32                    |
| Deutschland | 039                   | –                     | –                     | 8                     | 4                     | –                     | –                     | –                     | 2                     | –                     | –                     | –                     | –                     | –                     | –                     | 6                     | –                     | –                     | –                     | –                     |                       | –                     | –                     | –                     | –                     | –                     | –                     | –                     | –                     | –                     | –                     | –                     | –                     | –                     | 5                     | 7                     | 5                     | 2                     | 07                    |
| Schweden | 218                   | –                     | 2                     | 4                     | 7                     | 10                    | 12                    | 3                     | 12                    | 2                     | 8                     | 7                     | 4                     | 7                     | 8                     | –                     | 7                     | –                     |                       | –                     | –                     | 10                    | 8                     | 8                     | 10                    | 8                     | 6                     | 4                     | 10                    | 7                     | 6                     | 10                    | 10                    | –                     | 12                    | 6                     | 2                     | 8                     | 30                    |
| Frankreich | 002                   | –                     | –                     | –                     | –                     | –                     | –                     | –                     | –                     | –                     | –                     | –                     |                       | –                     | –                     | –                     | –                     | –                     | 1                     | –                     | –                     | –                     | –                     | –                     | –                     | –                     | –                     | –                     | 1                     | –                     | –                     | –                     | –                     | –                     | –                     | –                     | –                     | –                     | 02                    |
| Russland | 089                   | 12                    | 10                    | –                     | –                     | –                     | –                     | –                     | –                     |                       | –                     | 5                     | –                     | –                     | 2                     | 10                    | –                     | 6                     | –                     | 12                    | –                     | 3                     | 2                     | –                     | 1                     | –                     | 8                     | –                     | –                     | 6                     | –                     | –                     | –                     | –                     | 4                     | –                     | 8                     | –                     | 14                    |
| Italien | 033                   | –                     | –                     | –                     | 10                    | –                     | –                     | 6                     | –                     | –                     | –                     | 12                    | 1                     | –                     | –                     | –                     | –                     | 2                     | –                     | –                     | –                     | –                     | –                     | –                     | –                     | –                     | –                     | –                     | –                     | –                     | –                     | –                     | –                     |                       | –                     | 2                     | –                     | –                     | 06                    |
| Slowenien | 009                   | –                     | –                     | –                     | –                     | –                     | –                     | 8                     | –                     | –                     | –                     | –                     | –                     | –                     | –                     | –                     | –                     | 1                     | –                     | –                     | –                     | –                     | –                     | –                     | –                     | –                     | –                     | –                     | –                     | –                     | –                     | –                     | –                     | –                     | –                     | –                     | –                     |                       | 02                    |
| Finnland | 072                   | –                     | –                     | 3                     | –                     | 3                     | 4                     | –                     | –                     | –                     | 2                     | –                     | –                     | 6                     | 3                     | –                     | 5                     | –                     | 6                     | –                     | 4                     | –                     | –                     | 7                     | 6                     | 6                     | –                     | –                     |                       | –                     | 4                     | –                     | 3                     | 6                     | –                     | 4                     | –                     | –                     | 16                    |
| Spanien | 074                   | –                     | –                     | 2                     | 12                    | –                     | –                     | –                     | 5                     | –                     | –                     | –                     | 6                     | 5                     | 4                     | 2                     | –                     | –                     | –                     | –                     | 1                     | 4                     | –                     | 5                     | 2                     | –                     | –                     | 6                     | –                     | 4                     | –                     |                       | 2                     | –                     | 2                     | 8                     | –                     | 4                     | 17                    |
| Schweiz | 064                   | –                     | 4                     | 10                    | –                     | –                     | –                     | 5                     | 6                     | –                     | 3                     | 3                     | –                     | 1                     | –                     | 5                     | –                     | –                     | –                     | –                     | 3                     | –                     | 7                     | –                     | –                     | 1                     | –                     | 5                     | –                     | 2                     | 3                     | –                     | –                     | 2                     | –                     |                       | 1                     | 3                     | 17                    |
| Ungarn | 143                   | 8                     | 6                     | –                     | 8                     | 7                     | 3                     | 12                    | 10                    | 6                     | 4                     | –                     | –                     | –                     | 1                     | –                     | 6                     | 10                    | 7                     | 5                     | –                     | 7                     | 6                     | –                     | 7                     |                       | 4                     | 1                     | 5                     | –                     | 7                     | 2                     | 7                     | –                     | 3                     | 1                     | –                     | –                     | 25                    |
| Malta | 032                   | 5                     | –                     | –                     | 1                     | 4                     | –                     | –                     | –                     | –                     | 5                     |                       | –                     | 10                    | –                     | –                     | –                     | –                     | –                     | –                     | –                     | –                     | –                     | –                     | –                     | –                     | –                     | 3                     | 3                     | –                     | –                     | –                     | –                     | 1                     | –                     | –                     | –                     | –                     | 08                    |
| Dänemark | 074                   | –                     | –                     | 6                     | –                     | 1                     |                       | –                     | 4                     | –                     | 1                     | –                     | 3                     | 3                     | –                     | 1                     | 8                     | –                     | 8                     | –                     | 8                     | –                     | 5                     | 1                     | –                     | –                     | –                     | –                     | 6                     | 1                     | –                     | 3                     | 6                     | –                     | –                     | 3                     | –                     | 6                     | 18                    |
| Niederlande | 238                   | –                     | 8                     | 12                    | –                     | 2                     | 10                    | –                     | 3                     | 3                     |                       | –                     | 8                     | 8                     | 12                    | 4                     | 12                    | 7                     | 10                    | 2                     | 12                    | –                     | 10                    | 12                    | 12                    | 12                    | –                     | 10                    | 8                     | 12                    | 10                    | 7                     | 8                     | 4                     | –                     | 10                    | –                     | 10                    | 28                    |
| San Marino | 014                   | 3                     | –                     | –                     | 3                     |                       | –                     | –                     | –                     | –                     | –                     | –                     | –                     | –                     | –                     | 3                     | –                     | –                     | –                     | –                     | –                     | –                     | –                     | –                     | –                     | 4                     | 1                     | –                     | –                     | –                     | –                     | –                     | –                     | –                     | –                     | –                     | –                     | –                     | 05                    |
| Vereinigtes Königreich | 040                   | –                     | –                     | –                     | –                     | 5                     | 7                     | –                     | –                     | –                     | –                     | 4                     | –                     |                       | –                     | –                     | 4                     | –                     | –                     | –                     | –                     | –                     | –                     | 3                     | –                     | –                     | –                     | 8                     | –                     | –                     | –                     | 5                     | 1                     | –                     | –                     | –                     | 3                     | –                     | 09                    |
| Die Zeilen sind nach der Auftrittsreihenfolge geordnet. Die Spalten sind in der Reihenfolge der Punktevergabe nach geordnet. |                       |                       |                       |                       |                       |                       |                       |                       |                       |                       |                       |                       |                       |                       |                       |                       |                       |                       |                       |                       |                       |                       |                       |                       |                       |                       |                       |                       |                       |                       |                       |                       |                       |                       |                       |                       |                       |                       |                       |

In der Tabelle sind die niedrigsten (Hintergrund rot) und höchsten (Hintergrund grün) Gesamtwerte gekennzeichnet.
- Die wenigsten Jury-Punkte:  Frankreich – 1
- Die wenigsten Televoting-Punkte:  Frankreich – 5
- Die wenigsten Gesamt-Votings:  Frankreich und  Slowenien – 2
- Die wenigsten Gesamt-Punkte:  Frankreich – 2
- Die meisten Jury-Punkte:  Österreich – 311
- Die meisten Televoting-Punkte:  Österreich – 224
- Die meisten Gesamt-Votings:  Österreich – 32
- Die meisten Gesamt-Punkte:  Österreich – 290

Im Verlauf der Bekanntgabe des Votings übernahm zunächst Russland die Führung. Nachdem die erste Position zwischen Ungarn und Schweden hin- und herging, übernahm Österreich mit Frankreichs Wertung (12. Bekanntgabe) erstmals die Führung und gab sie bis zum Schluss nicht mehr ab. Bereits mit den Punkten aus der Ukraine (34. Bekanntgabe) stand Österreich als Sieger fest.
Aufgrund eines Betrugsverdachts bei der georgischen Jury wurde diese Wertung von der EBU disqualifiziert und nur das Televoting gezählt.

### Statistik der Zwölf-Punkte-Vergabe (Finale)

Karte der Punktevergabe für den Siegertitel aus Österreich nach Ländern

| Anzahl | Land          | erhalten von |
| ------ | ------------- | --- |
| 13     | Österreich    | Belgien, Finnland, Griechenland, Irland, Israel, Italien, Niederlande, Portugal, Schweden, Schweiz, Slowenien, Spanien, Vereinigtes Königreich |
| 08     | Niederlande   | Deutschland, Estland, Island, Lettland, Litauen, Norwegen, Polen, Ungarn                                                                       |
| 03     | Armenien      | Frankreich, Georgien, Österreich |
| 03     | Schweden      | Dänemark, Rumänien, Ukraine |
| 02     | Montenegro    | Armenien, Mazedonien |
| 02     | Russland      | Aserbaidschan, Belarus |
| 01     | Aserbaidschan | San Marino |
| 01     | Belarus       | Russland |
| 01     | Italien       | Malta |
| 01     | Rumänien      | Moldawien |
| 01     | Spanien       | Albanien |
| 01     | Ungarn        | Montenegro |

### Punktesprecher
Die Reihenfolge, in welcher jedes Land die Punkte verkündete, wurde auf Grundlage der Juryergebnisse aus der Generalprobe so ermittelt, dass möglichst viel Spannung erzeugt wurde. Alle Sprecher verkündeten ihre Punkte auf Englisch, lediglich Frankreich blieb seiner Landessprache treu.
| Nr. | Land                   | Punktesprecher                       | Anmerkungen                                                |
| --- | ---------------------- | ------------------------------------ | ---------------------------------------------------------- |
| 01  | Aserbaidschan          | Səbinə Babayeva                      | Teilnehmerin 2012                                          |
| 02  | Griechenland           | Andrianna Maggania                   | Punktesprecherin 2012 und 2013                             |
| 03  | Polen                  | Paulina Chylewska                    | –                                                          |
| 04  | Albanien               | Andri Xhahu                          | Punktesprecher 2012 und 2013                               |
| 05  | San Marino             | Michele Perniola                     | San-marinesischer Teilnehmer beim JESC 2013                |
| 06  | Dänemark               | Sofie Lassen-Kahlke                  | Punktesprecherin 2013                                      |
| 07  | Montenegro             | Tijana Mišković                      | –                                                          |
| 08  | Rumänien               | Sonia Argint-Ionescu                 | Punktesprecherin 2013                                      |
| 09  | Russland               | Alsou                                | Teilnehmerin 2000, Moderatorin 2009, Punktesprecherin 2013 |
| 10  | Niederlande            | Tim Douwsma                          | –                                                          |
| 11  | Malta                  | Valentina Rossi                      | –                                                          |
| 12  | Frankreich             | Elodie Suigo                         | –                                                          |
| 13  | Vereinigtes Königreich | Scott Mills                          | Punktesprecher 2010, 2012 und 2013                         |
| 14  | Lettland               | Ralfs Eilands                        | Teilnehmer 2013                                            |
| 15  | Armenien               | Anna Avanesyan                       | –                                                          |
| 16  | Island                 | Benedict Valsson                     | –                                                          |
| 17  | Mazedonien             | Marko Mark                           | –                                                          |
| 18  | Schweden               | Alcazar                              | Teilnehmer beim Melodifestivalen 2014                      |
| 19  | Belarus                | Aljona Lanskaja                      | Teilnehmerin 2013                                          |
| 20  | Deutschland            | Helene Fischer                       | –                                                          |
| 21  | Israel                 | Ofer Nachson                         | Punktesprecher 2009 bis 2013                               |
| 22  | Portugal               | Joana Teles                          | Punktesprecherin 2011 und 2012                             |
| 23  | Norwegen               | Margrethe Røed                       | –                                                          |
| 24  | Estland                | Lauri Pihlap                         | Gewinner des ESC 2001 als Mitglied von 2XL                 |
| 25  | Ungarn                 | Éva Novodomszky                      | Punktesprecherin 2007 bis 2009, 2011 bis 2013              |
| 26  | Moldau                 | Olivia Furtuna                       | Punktesprecherin 2012 und 2013                             |
| 27  | Irland                 | Nicky Byrne                          | Punktesprecher 2013                                        |
| 28  | Finnland               | Redrama                              | –                                                          |
| 29  | Litauen                | Ignas Krupavičius                    | Punktesprecher 2009, Punktesprecher 2012 und 2013          |
| 30  | Österreich             | Kati Bellowitsch                     | Punktesprecherin 2011 bis 2013                             |
| 31  | Spanien                | Carolina Casado                      | –                                                          |
| 32  | Belgien                | Angelique Vlieghe                    | –                                                          |
| 33  | Italien                | Linus                                | –                                                          |
| 34  | Ukraine                | Zlata Ohnjewitsch                    | Teilnehmerin 2013, Moderatorin beim JESC 2013              |
| 35  | Schweiz                | Kurt Aeschbacher                     | –                                                          |
| 36  | Georgien               | Sopo Gelowani und Nodiko Tatischwili | Teilnehmer 2013                                            |
| 37  | Slowenien              | Ula Furlan                           | –                                                          |

### Split-Ergebnisse zwischen Jury- und Televoting
Folgende Resultate hätte es bei reiner Jury- oder Zuschauerabstimmung gegeben:
| Finale | Finale                 | Finale | Finale                 | Finale |
| Platz  | Televoting             | Punkte | Jury                   | Punkte |
| ------ | ---------------------- | ------ | ---------------------- | ------ |
| 01     | Österreich             | 311    | Österreich             | 224    |
| 02     | Niederlande            | 222    | Schweden               | 201    |
| 03     | Armenien               | 193    | Niederlande            | 200    |
| 04     | Schweden               | 190    | Ungarn                 | 138    |
| 05     | Polen                  | 162    | Armenien               | 125    |
| 06     | Russland               | 132    | Malta                  | 119    |
| 07     | Schweiz                | 114    | Finnland               | 114    |
| 08     | Ukraine                | 112    | Aserbaidschan          | 108    |
| 09     | Rumänien               | 103    | Norwegen               | 102    |
| 10     | Ungarn                 | 098    | Dänemark               | 085    |
| 11     | Belarus                | 056    | Spanien                | 083    |
| 12     | Island                 | 046    | Ukraine                | 078    |
| 13     | Dänemark               | 043    | Russland               | 070    |
| 14     | Griechenland           | 043    | Deutschland            | 061    |
| 15     | Spanien                | 041    | Island                 | 059    |
| 16     | Norwegen               | 039    | Vereinigtes Königreich | 052    |
| 17     | Finnland               | 039    | Rumänien               | 051    |
| 18     | Montenegro             | 033    | Belarus                | 050    |
| 19     | Italien                | 032    | Griechenland           | 049    |
| 20     | Deutschland            | 031    | Montenegro             | 048    |
| 21     | Vereinigtes Königreich | 029    | Italien                | 037    |
| 22     | Aserbaidschan          | 026    | Schweiz                | 027    |
| 23     | San Marino             | 018    | Polen                  | 023    |
| 24     | Malta                  | 017    | Slowenien              | 021    |
| 25     | Slowenien              | 015    | San Marino             | 016    |
| 26     | Frankreich             | 01     | Frankreich             | 05     |

### Marcel-Bezençon-Preis
Die diesjährigen Preisträger des seit 2002 verliehenen Marcel-Bezençon-Preises waren:
- Presse-Preis für den besten Song:  Österreich – Rise Like A Phoenix – Conchita Wurst
- Künstler-Preis für den besten Künstler:  Niederlande – The Common Linnets – Calm After The Storm
- Komponisten-Preis für die beste Komposition/Text:  Niederlande – Ilse DeLange, JB Meijers, Rob Crosby, Matthew Crosby und Jake Etheridge (M/T) – Calm After The Storm – The Common Linnets

## Übertragung

### Europa und Australien
Eine genaue Zuschauerzahl für ganz Europa wurde vom Veranstalter nicht genannt, es wurde nur eine geschätzte Zahl von 125 Millionen veröffentlicht. Im Juni 2014 veröffentlichte die Europäische Rundfunkanstalt eine Zuschauerzahl von 195 Millionen in Australien und Europa.

### Deutschland
Im Gegensatz zum Vorjahr wurden die beiden Halbfinale vom Fernsehsender EinsPlus zeitgleich mit dem Nachrichten- und Dokumentationskanal Phoenix gesendet. EinsPlus übertrug die Sendungen mit großen Social-Media-Einblendungen. Das Finale sowie dessen Vor- und Nachberichte wurden auf Das Erste und EinsPlus übertragen.
| Datum        | Sendung                  | Uhrzeit      | Fernsehsender | Moderation/Kommentar                                            | Zuschauer | Zuschauer       | Marktanteil | Marktanteil     |
| Datum        | Sendung                  | Uhrzeit      | Fernsehsender | Moderation/Kommentar                                            | Gesamt    | 14 bis 49 Jahre | Gesamt      | 14 bis 49 Jahre |
| ------------ | ------------------------ | ------------ | ------------- | --------------------------------------------------------------- | --------- | --------------- | ----------- | --------------- |
| 06. Mai 2014 | 1. Halbfinale            | 21:00 Uhr    | [ 52 ]        | Kommentator: Peter Urban                                        | 0,27 Mio. |                 | 01,0 %      | 01,4 %          |
| 08. Mai 2014 | 2. Halbfinale            | 21:00 Uhr    | [ 52 ]        | Kommentator: Peter Urban                                        | 0,47 Mio. |                 | 01,7 %      | 02,5 %          |
| 10. Mai 2014 | Countdown für Kopenhagen | 20:15 Uhr    | [ 52 ]        | Moderatorin: Barbara Schöneberger                               | 4,48 Mio. | 2,24 Mio.       | 16,9 %      | 23,2 %          |
| 10. Mai 2014 | Finale                   | 21:00 Uhr    | [ 52 ]        | Kommentator: Peter Urban Deutsche Punktevergabe: Helene Fischer | 8,96 Mio. | 4,48 Mio.       | 34,7 %      | 41,9 %          |
| 10. Mai 2014 | Grand Prix Party         | ca. 0:15 Uhr | [ 52 ]        | Moderatorin: Barbara Schöneberger                               | 2,67 Mio. | 1,50 Mio.       | 27,5 %      | 29,1 %          |

### Österreich
In Österreich wurden beide Halbfinale und das Finale mit Kommentar von Andi Knoll auf ORF eins gezeigt. Kati Bellowitsch verkündete beim Finale die österreichischen Punkte. Sie war als Conchita Wurst verkleidet.
| Datum        | Sendung       | Uhrzeit   | Fernsehsender | Moderation/Kommentar                                                    | Zuschauer  | Zuschauer       | Marktanteil | Marktanteil     |
| Datum        | Sendung       | Uhrzeit   | Fernsehsender | Moderation/Kommentar                                                    | Gesamt     | 14 bis 49 Jahre | Gesamt      | 14 bis 49 Jahre |
| ------------ | ------------- | --------- | ------------- | ----------------------------------------------------------------------- | ---------- | --------------- | ----------- | --------------- |
| 06. Mai 2014 | 1. Halbfinale | 21:00 Uhr | [ 58 ]        | Kommentator: Andi Knoll                                                 | 343.000    |                 | 14 %        |                 |
| 08. Mai 2014 | 2. Halbfinale | 21:00 Uhr | [ 58 ]        | Kommentator: Andi Knoll                                                 | 732.000    |                 | 44 %        | 47 %            |
| 10. Mai 2014 | Finale        | 21:00 Uhr | [ 58 ]        | Kommentator: Andi Knoll Österreichische Punktevergabe: Kati Bellowitsch | 1,474 Mio. |                 | 73 %        | 74 %            |

### Schweiz
Im deutschsprachigen Teil der Schweiz wurden das erste und zweite Halbfinale auf SRF zwei und das Finale auf SRF 1 und Radio SRF 3 übertragen. Via Zweikanalton konnte als Alternativ der satirische Radiokommentar von Peter Schneider und Gabriel Vetter auch im Fernsehen gehört werden. Im französischsprachigen Teil der Schweiz wurde nur das zweite Halbfinale auf RTS deux sowie das Finale auf RTS un übertragen. Im italienischsprachigen Teil der Schweiz wurde nur das zweite Halbfinale auf RSI LA 2 und das Finale auf RSI LA 1 übertragen.
| Datum        | Sendung                               | Uhrzeit   | Fernsehsender | Moderation/Kommentar                                    | Sprache     |
| ------------ | ------------------------------------- | --------- | --- | ------------------------------------------------------- | ----------- |
| 06. Mai 2014 | 1. Halbfinale                         | 21:00 Uhr | | Kommentator: Sven Epiney                                | Deutsch     |
| 08. Mai 2014 | 2. Halbfinale                         | 21:00 Uhr | | Kommentator: Sven Epiney                                | Deutsch     |
| 08. Mai 2014 | 2. Halbfinale                         | 21:00 Uhr | | Kommentatoren: Jean-Marc Richard und Valérie Ogier      | Französisch |
| 08. Mai 2014 | 2. Halbfinale                         | 21:00 Uhr | | Kommentatoren: Sandy Altermatt und Alessandro Bertoglio | Italienisch |
| 10. Mai 2014 | Countdown – 12 Points für Aeschbacher | 20:10 Uhr | | Moderator: Kurt Aeschbacher                             | Deutsch     |
| 10. Mai 2014 | Finale                                | 21:00 Uhr | Kommentator 1: Sven Epiney Kommentator 2: Peter Schneider, Gabriel Vetter Schweizer Punktevergabe: Kurt Aeschbacher |                                                         | Deutsch     |
| 10. Mai 2014 | Finale                                | 21:00 Uhr | | Kommentatoren: Jean-Marc Richard und Valérie Ogier      | Französisch |
| 10. Mai 2014 | Finale                                | 21:00 Uhr | | Kommentatoren: Sandy Altermatt und Alessandro Bertoglio | Italienisch |

### Weitere Länder
- Albanien: Andri Xhahu (TVSH, RTSH Muzikë und Radio Tirana, alle Shows)[61]
- Armenien: Erik Antaranyan und Anna Avanesyan (ARMTV, Halbfinale);[62] Tigran Danielyan und Arevik Udumyan (ARMTV, Finale)
- Aserbaidschan: TBA (İTV und İTV Radio, alle Shows)[63]
- Australien: Julia Zemiro und Sam Pang (SBS One, alle Shows)[64]
- Belarus: Evgeny Perlin (Belarus 1 und Belarus 24, alle Shows)[65][66]
- Belgien: niederländisch: Peter Van de Veire und Eva Daeleman (één und Radio 2, alle Shows);[67] französisch: Jean-Louis Lahaye und Maureen Louys (La Une, alle Shows);[68] Olivier Gilain (VivaCité, Finale)[69]
- Dänemark: Anders Bisgaard (DR1, Halbfinale; DR P4, Finale);[70][71] Ole Tøpholm (DR1, Finale);[72] Peter Falktoft und Esben Bjerre Hansen (DR3, Finale);[73] Gebärdensprachdolmetscher (DR Ramasjang, Finale)[74]
- Estland: Marko Reikop (ETV, alle Shows);[75] Mart Juur und Andrus Kivirähk (Raadio 2, Halbfinale 1 und Finale)[76]
- Färöer: TBA (Kringvarp Føroya, alle Shows)[77]
- Finnland: finnisch: Jorma Hietamäki und Sanna Pirkkalainen (Yle TV2 und Yle Radio Suomi, alle Shows); schwedisch: Eva Frantz und Johan Lindroos (Yle TV2 und Yle Radio Vega, alle Shows)[78]
- Frankreich: Audrey Chauveau und Bruno Berberes (France Ô, Halbfinale 1);[79] Cyril Féraud und Natasha Saint-Pier (France 3, Finale)[80]
- Georgien: Lado Tatishvili und Tamuna Museridze (Öffentliches Fernsehen 1, alle Shows)[81][82]
- Griechenland: Maria Kozakou (NERIT, alle Shows), Giorgos Kapoutzidis (NERIT, Finale)[83]
- Irland: Marty Whelan (RTÉ Two, Halbfinale; RTÉ One, Finale);[84] Shay Byrne und Zbyszek Zalinski (RTÉ Radio 1, Halbfinale 2 und Finale)[85]
- Island: Felix Bergsson (RÚV und Rás 2, alle Shows)[86][87]
- Israel: hebräische/arabische Untertitel (Channel 1 und Channel 33, alle Shows);[88] Kobi Menora und Yuval Caspin (88 FM, alle Shows)[89]
- Italien: Marco Ardemagni und Filippo Solibello (Rai 4, Halbfinale);[90] Linus und Nicola Savino (Rai 2, Finale)[91][92]
- Kanada: TBC[93]
- Kasachstan: Diana Snegina und Kaldybek Zhaysanbay (Khabar, alle Shows)[94]
- Kroatien: Aleksandar Kostadinov (HRT 1 und Hrvatski Radio 2, Finale)[95][96]
- Lettland: Valters Frīdenbergs und Kārlis Būmeisters (LTV1, alle Shows)[97]
- Litauen: Darius Užkuraitis (LRT und LRT Radijas, alle Shows)[98][99]
- Malta: Carlo Borg Bonaci (TVM, alle Shows)[100]
- Nordmazedonien: Karolina Petkovska (MRT 1, MRT Sat und Radio Skopje, alle Shows)[101][102][103]
- Moldau: Daniela Babici (Moldova 1 und Radio Moldova, alle Shows)[104][105]
- Montenegro: TBA (TVCG 1, alle Shows); Sonja Savović und Sanja Pejović (Radio Crne Gore und Radio 98, alle Shows)[106]
- Neuseeland: TBA (BBC UKTV, alle Shows)[107]
- Niederlande: Cornald Maas und Jan Smit (Nederland 1 und BVN, alle Shows)[108][109]
- Norwegen: Olav Viksmo Slettan (NRK1, alle Shows);[110] Ronny Brede Aase, Silje Reiten Nordnes und Line Elvsåshagen (NRK3, Finale)[111]
- Polen: Artur Orzech (TVP1 und TVP Polonia (live), TVP Rozrywka (zeitversetzt), alle Shows)[112]
- Portugal: Sílvia Alberto (RTP1, Halbfinale 1 und Finale (live), Halbfinale 2 (zeitversetzt))[113]
- Rumänien: Bogdan Stănescu (TVR 1, TVRi und TVR HD, alle Shows)[114]
- Russland: Olga Shelest und Dmitriy Guberniev (Rossija 1, alle Shows)[115][116]
- San Marino: italienisch: Lia Fiorio und Gigi Restivo (SMtv San Marino und Radio San Marino, alle Shows);[117] englisch: John Kennedy O’Connor und Jamarie Milkovic (SMtv Web TV (Online), alle Shows)[118]
- Schweden: Malin Olsson und Edward af Sillén (SVT 1, alle Shows);[119] Carolina Norén und Ronnie Ritterland (SR P4, alle Shows)[120]
- Serbien: Silvana Grujić (RTS 1 und RTS HD, alle Shows)[121][122]
- Slowenien: Andrej Hofer (RTV SLO2, Halbfinale; RTV SLO1 und Televizija Maribor, Finale; Radio Val 202 und Radio Maribor, Halbfinale 2 und Finale)[123]
- Spanien: José María Íñigo (La 2, Halbfinale 1; La 1, Finale);[124] Paco González (COPE, Finale)[125]
- Ukraine: Timur Miroschnytschenko und Tetiana Terekhova (Perschyj Nazionalnyj, alle Shows);[126][127][128] Olena Selintschenko (Ukrainischer Hörfunk, alle Shows)[129]
- Ungarn: Gábor Gundel Takács (m1, alle Shows)[130][131]
- Vereinigtes Königreich: Scott Mills und Laura Whitmore (BBC Three, Halbfinale);[132] Graham Norton (BBC One, Finale); Ana Matronic (Radio 2 Eurovision, Halbfinale 2);[133] Ken Bruce (BBC Radio 2, Finale)[134]
- Zypern: Melina Karageorgiou (RIK 1, alle Shows)[135][136]

## Eurovision Preview Partys

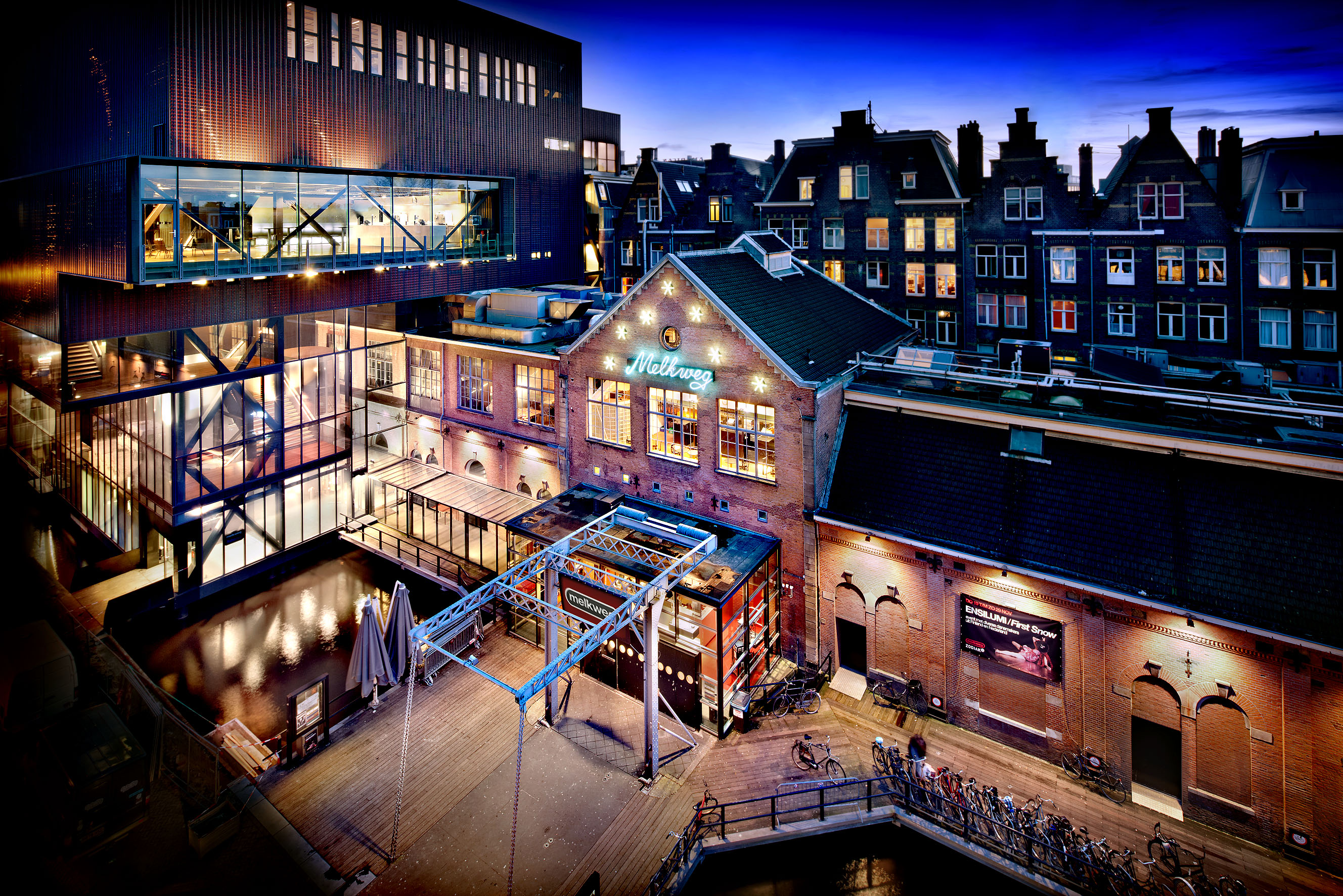
Melkweg, Austragungsort des Eurovision In Concert

Jedes Jahr gibt es vor dem eigentlichen ESC noch einige Promotion-Events, wo sich die Teilnehmer im Ausland der Presse und den Fans präsentieren. Dazu dienen die Preview Partys (dt.: Vorschau-Feiern), die allerdings keine Pflichtveranstaltung für die Teilnehmer des Eurovision Song Contests darstellt. 2014 gab es insgesamt vier Veranstaltungen dieser Art.

### Eurovision Pre-Party Riga 2014
Die erste Eurovision Pre-Party Riga fand am 29. März 2014 im Andalūzijas Suns in Riga, Lettland statt. Als Gast sind dabei die lettischen Teilnehmer vom Eurovision Song Contest 2013 PeR aufgetreten. Folgende drei Länder nahmen an der Veranstaltung teil:
- Litauen
- Österreich
- Polen

### Eurovision in Concert 2014
Die sechste Ausgabe vom Eurovision in Concert fand am 5. April 2014 im Melkweg in Amsterdam statt. Sandra Reemer und Cornald Maas moderierten das Event. Als Gäste geladen waren Emmelie de Forest, die im Vorjahr den Wettbewerb gewinnen konnte sowie die Gruppe Frizzle Sizzle, die die Niederlande beim Eurovision Song Contest 1986 vertraten. Folgende 25 Länder nahmen daran teil:
- Albanien
- Armenien
- Aserbaidschan
- Belarus
- Belgien
- Dänemark
- Frankreich
- Georgien
- Griechenland
- Lettland
- Litauen
- Malta
- Mazedonien
- Moldau
- Montenegro
- Niederlande
- Norwegen
- Österreich
- Portugal
- Rumänien
- San Marino
- Schweiz
- Spanien
- Ukraine
- Vereinigtes Königreich

### London Eurovision Party 2014
Die London Eurovision Party 2014 fand am 13. April 2014 im Café de Paris statt. Es war das erste Mal, dass die Veranstaltung im Café de Paris stattfand. Moderiert wurde die Veranstaltung von Nicki French und Paddy O’Connell. Als Gast geladen war Scott Fitzgerald, der das Vereinigte Königreich beim Eurovision Song Contest 1988 repräsentierte. Folgende 16 Länder nahmen an der Veranstaltung teil:
- Armenien
- Griechenland
- Lettland
- Malta
- Mazedonien
- Montenegro
- Norwegen
- Österreich
- Polen
- Portugal
- Rumänien
- San Marino
- Schweiz
- Spanien
- Ukraine
- Vereinigtes Königreich

### Russian Pre-Party Eurovision 2014
Die Russian Pre-Party Eurovision 2014 fand am 20. April 2014 im Restaurant Karlsson statt. Neben den diesjährigen Eurovision Teilnehmern traten auch die ehemaligen Eurovision Teilnehmer Pasha Parfeny, Filipp Kirkorow, Alsou, Dmitry Kaldun und Natallja Padolskaja auf. Folgende sieben Länder nahmen an der Veranstaltung teil:
- Aserbaidschan
- Belarus
- Israel
- Malta
- Moldau
- Russland
- San Marino

## Kommentare
Nach Rolf Zuckowski, Vater des Siegerkomponisten Alexander und selbst als Komponist fünffacher ESC-Teilnehmer der 1970er und 1980er Jahre sowie berühmter Kinderliedautor, hat mit dem Gewinnerlied der ESC, so eine Zeitungsautorin, „eine gute Wendung genommen, weg von Zirkus und Klamauk hin zu seriöser Musik“. Zuckowski selbst äußerte demnach:

„Hätte Conchita Wurst als Dragqueen mit Bart ein schrilles, auffälliges Lied mit entsprechenden Lichteffekten und Showeinlagen gesungen, wäre sie nicht so erfolgreich gewesen, sondern hätte nur irritiert. Doch durch ihren fast statischen Auftritt im Abendkleid, untermalt von einer guten Lichtdramaturgie, standen der Song und die Musik im Vordergrund und haben Europa begeistert.“

## Trivia

### Betrugsverdacht gegen die georgische Jury
Alle Jurymitglieder Georgiens vergaben die acht höchsten Punkte an jeweils die gleichen Länder. Da dies statistisch gesehen so gut wie ausgeschlossen ist, wurde das Voting der georgischen Jury annulliert und stattdessen für die im Finale verkündeten Punkte Georgiens ausschließlich das Televoting der georgischen Zuschauer gewertet.

### Reaktionen auf Russland
Nach dem Verkünden des Weiterkommens der russischen Teilnehmerinnen im ersten Halbfinale gab es in der Halle Buhrufe, „so laut und massiv wie wohl noch nie bei einem Grand Prix zuvor“. Selbst im Finale geschah dies gut vernehmbar, wann immer Russland viele Punkte erhielt. Ursache dafür war nach Medienberichten „natürlich nicht“ der Auftritt der Tolmatschowa-Schwestern, sondern die Politik des russischen Präsidenten Wladimir Putin und dessen völkerrechtswidriger Annexion der Krim wie auch seine strikte Ablehnung von Homosexualität in Russland. Der Journalist und langjährige ESC-Experte Jan Feddersen ebenso wie der Eurovision Fanclub Deutschland empfanden diese Geste des Saalpublikums jedoch als „unfair“.